# Лифиц, Александр Маркович
Александр Маркович Лифиц (псевдонимы Александр Маркович Варди и Александр Марков) (10 октября 1916, Смоленская губерния—1991, Калифорния, Хейвард) — писатель, публицист, исполнитель песен, собиратель лагерного фольклора.

## Биография
Родился 11 октября 1916 года в Смоленске. После окончания школы в 1933 году поступил на механика в Московский Технический Институт и параллельно с этим учился на Юридическом факультете.
В 1935 году по просьбе своего преподавателя написал статью о теории относительности Альберта Эйнштейна, которую в качестве доклада прочитал на одном из семинаров. Зная о неодобрительном отношении партии к работам немецкого физика, пытался донести мысль о возможности сосуществования марксизма и теории относительности. После выступления в зале произошёл скандал. Через две недели последовал арест и 4 января 1936 года Особым совещанием при НКВД СССР был признан социально-опасным элементом и приговорён к трём годам лишения свободы в воркутинском лагере.
Освободился из лагеря в 1939 году и к началу войны успел получить инженерную специальность в техникуме. Во время Великой Отечественной войны служил в 20-й гвардейской стрелковой дивизии в звании лейтенанта. Победу встретил в Софии. После возвращения с фронта работал на строительстве железной дороги в Орле.
Известно о его письме в Еврейский антифашистский комитет, в котором он выражал надежду на организацию национально-ориентированного образования в среде еврейской молодёжи СССР. После ареста в 1950 году отделом контрразведки МВД СССР письмо было приложено к материалам дела.
Повторно был приговорён к 10 годам заключения, которые должен был отбывать в Воркуте. После смерти Сталина прошла массовая амнистия и в 1954 году освободился из лагеря.
С началом хрущевской «оттепели» вмести с женой Софьей Антоновной Перец, которая родилась перед войной на территории, входившей в Польшу, выехали сначала в Варшаву, а затем в Израиль, где прожили несколько лет. В 1962 году Александр Маркович был принят в штат Радио «Свобода» в Мюнхене. Вёл под псевдонимом «Александр Марков» передачи по истории, философии, экономике и обозрение советской прессы и западных книжных новинок. Также на радио работала и его жена под псевдонимом Номи Варди.
В 1976 году записал и выпустил при поддержке Amnesty international и радиостанции «Свобода» пластинку лагерных песен. Исполнителями выступили Леонид Пылаев, Владимир Юрасов, Галина Золотова и другие сотрудники радио.
В 1971 году в издательстве «Посев» вышла его книга «Подконвойный мир» в которой Александр Маркович в подробностях описал будни и быт советских заключённых. Отдельное место в повествовании занимают записи лагерных песен. Некоторые из которых в дальнейшем попали на пластинку.
Роман получил положительные отзывы в эмигрантской печати. Ю. А. Трегубов в одном из номеров журнала «Грани» дал такую характеристику книги.
Книга А. Варди — хорошая книга. Будем надеяться, что страшные вещи, описанные в ней, дойдут до сердца и западного благополучного читателя.
Сотрудничал с журналами «Возрождение» и «Голос Зарубежья».
В 1980 году переехал вместе с женой в США и поселился в Калифорнии, где в 1991 году попал в автомобильную аварию и скончался.